# Tropico (serie)
Tropico es un videojuego de construcción y gestión creado por PopTop Software en 2001, el cual tiene varias secuelas hasta llegar a Tropico 6 (2019), así como un port de Tropico 3 para iPad y iPhone (conocido simplemente como "Tropico"). El jugador asume el rol de gobernador (y luego presidente, una vez declarada la independencia) de una isla caribeña avanzando a través de las distintas eras.

## Juego
Aunque haya misiones en la partida, los objetivos principales son hacer felices a los habitantes, avanzar y progresar como isla, y mantenerse en el poder. Se puede perder de varias formas, ya sea por unas elecciones perdidas, unos rebeldes que atacan el palacio y lo destruyen, una revuelta o incluso un golpe de estado pueden acabar con el poder de El Presidente.
Si alguna de las superpotencias (bien la Corona o los piratas en el Período Colonial, los Aliados o el Eje en las Guerras Mundiales, EE. UU. o la Unión Soviética en la Guerra Fría o Rusia, China, el Medio Oriente, La Unión Europea o EE.UU. en los Tiempos Modernos) encuentra a la isla como un enemigo, ésta puede ser atacada. En versiones más recientes del juego, las diversas facciones también pueden provocar protestas. Un líder puede decidir poner como prioridad ser benevolente con su gente, y otorgarles libertad, comodidad y felicidad o declarar un estado autoritario sin elecciones y un poderoso ejército que debe ser bien vigilado.
El jugador puede decidir aprobar ciertos decretos, los cuales requieren cierta cantidad de dinero, como la bajada de impuestos, prohibiciones o distintas campañas como de Inmunización, Orgánica, Turismo o de desprestigio hacia una facción en específico, entre otras. También hay decretos de política extranjera, como pueden ser las delegaciones, las alianzas o los elogios, para lo cual necesitaremos de una embajada.  Obviamente estos decretos, así como los principios de constitución que elijamos para nuestra isla, impactaran (ya sea positiva o negativamente) en la reputación que tendremos con las distintas facciones y potencias internacionales.

### Modos de juego
Según el juego, se pueden elegir varios modos de juego. Así, en Tropico 5 están la campaña, el tutorial y el paraíso tropical, además del modo multijugador.
- Campaña. Disponible desde  Tropico 3, nos conduce a través de una travesía de humorísticos complots y absurdos escenarios. Dentro de ella tendremos varias misiones, cada una con un objetivo principal que nos permitirá ganarla y pasar a la siguiente misión, más objetivos secundarios que nos facilitaran lo primero. Aclaración: cuando pasamos de una misión a otra dentro de la misma campaña, conservaremos la isla con todos los progresos que hayamos hecho en la misión anterior.
- Paraíso Tropical. En este modo, no habrá un objetivo determinado para ganar ( a menos que seleccionemos una victoria, ya sea por puntos, construcción o dinero) si no que nos permite libremente crear nuestra isla e ir progresando, haciendo felices a los habitantes y llevándonos bien con facciones y potencias. Aquí podremos elegir uno de los muchos mapas disponibles que hay, o bien autogenerar uno eligiendo su características (Tamaño, clima, elevación, etc)
- Misión. Aquí deberemos lograr un objetivo principal para ganar, como por ejemplo, exportar cierta cantidad de cierto bien. Y a la vez mantener a nuestra población feliz y mantenernos en el poder.
- Tutorial. En este modo, los jugadores aprenden los conceptos básicos del juego y su funcionamiento.

### Facciones
Dentro del juego, nos encontraremos con 5 disputas entre 2 bandos respectivamente. La reputación con cada una de ellas dependerá de nuestros principios constitucionales así como los decretos que apliquemos y los edificios que construyamos. Si nos llevamos mal con alguna, podremos aplicar un decreto llamado "campaña de desprestigio", en el que la facción objetivo pierde seguidores, así como podemos aplicar "ingeniería social" para una facción con la cual nos llevemos bien para que tenga más seguidores. Todas las facciones se contentarán si sobornas a su respectivo líder.
- Comunistas (rival capitalistas)
- Edificios para contentarlos: Los de salud y los residenciales (excepto mansiones)
- Decretos para contentarlos: Raciones Adicionales, Seguridad Social e Impuesto al Patrimonio.
- Constitución ideal:

Derechos de voto - voto de todos los ciudadanos.
religión y estado - estado ateo.
fuerzas armadas - milicia o reclutamiento.
Derechos políticos - estado totalitario.
Trabajo - paraíso de los trabajadores
Ciudadanía - país de inmigrantes
Derechos personales - Control total del estado o vigilancia por la seguridad
Estructura económica - economía planificada
independencia de los medios - propaganda total
Derechos digitales - cortafuegos total
globalización - sector estratégico o proteccionismo
ecología - economía primero
Otras cosas: invitar a la URSS en la guerra fría y a China en los tiempos modernos. Por más que no haya pobreza, no les gusta que haya desigualdad de sueldos. (esto se puede conseguir bajándole el presupuesto a edificios que proporcionan buenos sueldos y subiéndoselo a los que no)
- Capitalistas (rival comunistas)
- Edificios para contentarlos: Aeropuerto, bancos, aduana, industrias (excepto farmacéuticas), mansiones, oficinas y supermercados.
- Decretos para contentarlos:

recorte de impuestos,
la comida no es gratis
sanidad privada
organizar las olimpíadas.
- constitución ideal:

Derechos de Voto: voto de los ciudadanos adinerados
religión y Estado: Estado Secular 
Fuerzas Armadas: Ejército Profesional 
Derechos políticos: Democracia 
Política de trabajo: Trabajo para Todos
Ciudadanía: Programa de Visas 
Derechos Personales: Sociedad Abierta 
Estructura económica: Libre mercado 
independencia de medios: medios subvencionados
Derechos Digitales: N / A
globalización: apertura de fronteras
Ecología: la economía primero
Otras cosas: invitar a los aliados en las guerras mundiales, y a ee uu en la guerra fría y los tiempos modernos.
- Religiosos (rival militaristas)

-edificios para contentarlos: Los de religión (no construir casinos, cabarets, tabernas, clubs nocturnos, etc)
decretos para contentarlos: prohibición de anticonceptivos y ley seca.
constitución ideal:
Derechos de Voto: Voto de los ciudadanos adinerados o voto de los ciudadanos hombres
religión y Estado: teocracia
Fuerzas Armadas: N/A
Derechos políticos: estado policial
Política de trabajo: infancia feliz
Ciudadanía: N/A
Derechos Personales: Vigilancia por la seguridad 
Estructura económica: N/A
independencia de medios: medios subvencionados
Derechos Digitales: cortafuegos total
globalización: N/A
Ecología: N/A
Otras cosas: Traer el Papa a Trópico
- Militaristas (rival religiosos).

Edificios para contentarlos: Militares y Policiales.
Decretos para contentarlos: Ley marcial y Derecho a las armas.
constitución ideal: 
Derechos de Voto: voto de los ciudadanos hombres
religión y Estado: teocracia
Fuerzas Armadas: milicia o reclutamiento
Derechos políticos: Estado totalitario o Estado policial 
Política de trabajo: infancia feliz
Ciudadanía: paraíso protegido
Derechos Personales: Control total del estado o Vigilancia por la seguridad
Estructura económica: N/A
independencia de medios: Propaganda total
Derechos Digitales: Cortafuegos Total
globalización: Proteccionismo
Ecología: Economía primero
Otras cosas:  Invitar al eje en las Guerras Mundiales y a la URSS en la guerra fría.
- Ecologistas (rival industrialistas)

Edificios para contentarlos: búngalo, Hotel rural, jardines, club de aladelta, parque nacional y planta de tratamiento.
Decretos para contentarlos: Separación de residuos, prohibición del tabaco, campaña¨orgánica¨.
constitución ideal: 
Derechos de Voto: Voto de todos los ciudadanos
religión y Estado: N/A
Fuerzas Armadas: Ejército profesional
Derechos políticos: N/A
Política de trabajo: Paraíso de los trabajadores
Ciudadanía: País de inmigrantes
Derechos Personales: Sociedad Abierta
Estructura económica: N/A
independencia de medios: Medios independientes
Derechos Digitales: Internet libre
globalización: N/A
Ecología: Cero Emisiones
Otras cosas: cambiar de Presidente (elegir a otro miembro de la dinastía para postularse)  
- Industrialistas (rival ecologistas) pendiente de completar

- Nacionalistas (rival globalistas)

completar
- Globalistas (rival nacionalistas)

### El Presidente
El Presidente tiene sus virtudes y defectos, y en Tropico 5 hay toda una dinastía de personajes modificables, que pueden cumplir el rol de Presidente, o bien pueden ser gerentes de un edificio. Se pueden mejor las habilidades Globales y de Gerente de los miembros con el dinero de la Cuenta Suiza. En los juegos anteriores no creabas tu personaje, si no que lo elegías entre los siguientes: 
- Che Guevara
- Fidel Castro
- "Evita" Perón
- Alfredo Stroessner
- François Duvalier, apodado "Papa Doc"
- Augusto Pinochet
- Manuel Noriega
- Rafael Trujillo

## Tropico 3
El 24 de septiembre de 2009, Kalypso Media lanza Tropico 3, desarrollado por Haemimont Games, después de adquirir los derechos de licencia de Take-Two el 3 de noviembre de 2008. Este juego recibió un port para iPad en diciembre de 2018, y uno para iPhone en abril de 2019, desarrollado por de la compañía inglesa Feral Interactive. Estos ports se conocerían simplemente como "Trópico". Más adelante, en septiembre de 2019, llegó su port para dispositivos Android.

## Tropico 4
El 1 de febrero de 2011, Kalypso Media anuncia que Tropico 4 será desarrollado por Haemimont Games

### Tropico 4: Tiempos modernos
Tropico 4: Tiempos modernos es una expansión de Tropico 4, publicada en tiendas el 3 de abril de 2012, y en Steam el 28 de marzo de 2012

## Tropico 5
Tropico 5 se publicó el 23 de mayo de 2014 Ahora el juego gira alrededor de la dinastía de El Presidente, a través de la era colonial, las Guerras Mundiales, la guerra fría y los tiempos modernos.

## Tropico 6
Tropico 6 se publicó el 29 de marzo de 2019.
Este juego empieza en la era colonial, hasta que logras independizarte y llegas a las Guerras Mundiales, la guerra fría y los tiempos modernos, igual que en Tropico 5, sólo que con mejoras. La diferencia con los otros juegos, en los que sólo podías tener una isla, en este puedes crear un archipiélago con islas más grandes